# Фермата 2019
В този сезон има две отделни ферми. В началото участниците са разделени на два отбора – чорбаджии и сиромаси. Всеки един от отборите живее в своя собствена ферма и всяка ферма има свой собствен фермер на седмицата, ратаи, стопанин и т.н. Чорбаджиите живеят в богата ферма, а сиромасите в бедна ферма. Впоследствие се обединяват в обща ферма. Стопани на двете ферми поотделно са Росен Николаев и Марин Петров.
Специален гост е Орлин Горанов. Той влиза в ролята на вдъхновител със специална мисия. Темата на сезона е „Фермата: Нов свят“. Тя поставя на фокус социалното разделение в обществото. Снимачната площадка е на същото място както в четвърти сезон – до село Горна Диканя, обл. Перник.
Епизодите на „Фермата: Нов свят“ се излъчват от понеделник до петък от 21:00 часа до 22:30 часа, а от този сезон всяка събота вечер се излъчва дуелът за оцеляване в състезанието за 100 000 лева.

## Схема на сезона
Чорбаджийска ферма
| № | Фермер на седмицата Имунитет | Имунитет от ратайство Тест по история | Ратаи                    | Имунитет от дуел Битка   |
| 1 | Иван                         | Д. Караиванов                         | Ивайло и Кристияна       | Ивайло и Кристияна       |
| 2 | Д. Караиванов                | Ивайло                                | Сами и Саня              | —                        |
| 3 | Мариана                      | Ивайло и Кристияна                    | Д. Караиванов и Елизабет | Д. Караиванов и Елизабет |
| 4 | Сами                         | Ивайло                                | Красимир и Паулина       | Красимир и Паулина       |
| 5 | Д. Калайджиев                | Д. Караиванов и Елизабет              | Ивайло и Мариана         | —                        |

Отбор Чорбаджии: Д. Калайджиев, Д. Караиванов, Елизабет, Иван, Ивайло, Красимир (№3), Кристияна, Мариана, Паулина, Саня, Сами, Таня

Стопанин: Росен Николаев
Сиромашка ферма
| № | Фермер на седмицата Имунитет | Имунитет от ратайство Тест по история | Ратаи                       | Имунитет от дуел Битка |
| 1 | Красимир                     | Маргарита                             | Станислав, Дана и Велислава | —                      |
| 2 | Станислав                    | Веселка                               | Тихомир и Силвия            | Тихомир и Силвия       |
| 3 | Маргарита                    | —                                     | Тихомир и Веселка           | —                      |
| 4 | Венцислав                    | Силвия                                | Александър и Красимира      | —                      |
| 5 | Красимира                    | —                                     | Венцислав и Маргарита       | Венцислав и Маргарита  |

Отбор Сиромаси: Александър, Веселка, Венцислав, Дана и Велислава, Красимира, Маргарита, Силвия, Станислав, Тихомир
Стопанин: Марин Петров
Елиминации между двата отбора
| № | Елиминационен дуел          | Победител | Отпаднал      | Върнат участник | Напуснал участник |
| 0 | Иван с/у Тихомир            | Иван      | Тихомир       | Тихомир         | Таня •            |
| 1 | Станислав с/у Д. Калайджиев | Станислав | Д. Калайджиев | —               | —                 |
| 2 | Саня с/у Маргарита          | Маргарита | Саня          | Д. Калайджиев   | Иван •            |
| 3 | Тихомир с/у Сами            | Сами      | Тихомир       | —               | —                 |
| 4 | Красимира с/у Кристияна     | Красимира | Кристияна     | —               | Орлин Горанов     |
| 5 | Ивайло с/у Александър       | Ивайло    | Александър    | —               | —                 |

Обединена ферма
| №  | Фермер на седмицата Имунитет | Имунитет от ратайство Тест по история | Ратаи                      | Имунитет от дуел Битка | Елиминационен дуел          | Победител     | Отпаднал      |
| 6  | Ивайло                       | Станислав и Елизабет                  | Д. Караиванов и Силвия     | Станислав              | Д. Караиванов с/у Ивайло    | Д. Караиванов | Ивайло        |
| 7  | Д. Караиванов                | Венцислав и Елизабет                  | Станислав и Паулина        | Дана и Велислава       | Паулина с/у Елизабет        | Елизабет      | Паулина       |
| 8  | Красимир                     | Д. Калайджиев, Дана и Велислава       | Сами и Силвия              | Дана и Велислава       | Силвия с/у Мариана          | Силвия        | Мариана       |
| 9  | Силвия                       | Венцислав, Дана и Велислава           | Д. Калайджиев и Маргарита  | Станислав              | Д. Калайджиев с/у Венцислав | Д. Калайджиев | Венцислав     |
| 10 | Станислав                    | Д. Караиванов и Елизабет              | Красимир, Дана и Велислава | Маргарита              | Велислава с/у Силвия        | Велислава     | Силвия        |
| 11 | Дана и Велислава             | Станислав и Елизабет                  | Д. Караиванов и Красимира  | Веселка                | Красимира с/у Елизабет      | Елизабет      | Красимира     |
| 12 | Д. Калайджиев                | Сами, Дана и Велислава                | Станислав и Веселка        | Дана и Велислава       | Веселка с/у Елизабет        | Веселка       | Елизабет      |
| 13 | Д. Караиванов                | Д. Калайджиев                         | Красимир и Сами            | Сами                   | Красимир с/у Д. Калайджиев  | Красимир      | Д. Калайджиев |

### Последна седмица
| Елиминационен дуел         | Победител | Отпаднал         |
| Веселка с/у Дана           | Веселка   | Дана и Велислава |
| Красимир с/у Д. Караиванов | Красимир  | Д. Караиванов    |
| Сами с/у Станислав         | Сами      | Станислав        |

Две жени и двама мъже се класират за финала на „Фермата: Нов свят“ – Маргарита Христова, Веселка Маринова, Красимир Джунов, Сами Хосни.

### Финал
Първа част
| Мъжки поток     | Битка №1 | Битка №2 | Фермерски Вот | Зрителски Вот | Точки I част |
| Красимир Джунов | 10       | 30       | 10 т.         | 53 %          | 103          |
| Сами Хосни      | 30       | 10       | 0 т.          | 47 %          | 87           |

| Женски поток       | Битка №1 | Битка №2 | Фермерски Вот | Зрителски Вот | Точки I част |
| Веселка Маринова   | 30       | 30       | 10 т.         | 96 %          | 166          |
| Маргарита Христова | 10       | 10       | 0 т.          | 4 %           | 24           |

Втора част
| Участник           | Битка №3 | Битка №4 | Зрителски Вот | Точки II част | Финал          |
| Веселка Маринова   | 30       | 30       | 79 %          | 139           | 🥇 Първо място |
| Красимир Джунов    | 10       | 10       | 21 %          | 41            | 🥈 Второ място |
| Сами Хосни         | –        | –        | –             | –             | 🥉 Трето място |
| Маргарита Христова | –        | –        | –             | –             | Четвърто място |

Три компонента определят победителя във „Фермата: Нов свят“: Четири финални битки; Фермерски вот; Зрителски вот.
Финалът е разделен на две части. Мъжът или жената с най-много точки в края е победител във „Фермата“ 5.
- Финални битки: Всяка битка, първо място носи 30 точки, последно второ място 10 точки.
- Битка №1: Кофи с вода и преминаване по греда – Сами Хосни, Веселка Маринова
- Битка №2: Цепене на греди и редене на пъзел – Красимир Джунов, Веселка Маринова
- Битка №3: Минаване през препятствия – Веселка Маринова
- Битка №4: Редене на домино – Веселка Маринова
- Фермерски вот: Гласуване на отпадналите участници от пети сезон на предаването. По 10 бонус точки за един мъж и една жена през първа част. – Красимир Джунов, Веселка Маринова
- Зрителски вот: Разпределят се общо 100 точки между двамата финалисти, в първа и втора част на финала, като 1 % = 1 точка от зрителската подкрепа.
- I част вот – Красимир Джунов, Веселка Маринова
- II част вот – Веселка Маринова

Победителят от пети сезон е Веселка Маринова, която става първата жена победител във „Фермата“. Тя печели със 139 точки, втори е Красимир Джунов с 41 т. Сами Хосни завършва на трето място, като събира 87 точки, при мъже от битки и зрителски вот, четвърта остава Маргарита Христова, която събира при жени, съответно 24 точки, и двамата финалисти отпадат преди втората част на финала.

### Участници
- Финално класиране:
- 1. Веселка Маринова (22) (победител)
- 2. Красимир Джунов (37)
- 3. Сами Хосни (27)
- 4. Маргарита Христова (36)
- 5. Станислав Борисов (32)
- 6. Димитър Караиванов (35)
- 7. Дана Виткова и Велислава Димитрова (47 и 25)
- 8. Димитър Калайджиев (25)
- 9. Елизабет Илчева (28)
- 10. Красимира Цочева (30)
- 11. Силвия Митева (32)
- 12. Венцислав Димитров (47)
- 13. Мариана Маринова (37, модел)
- 14. Паулина Ванегас (29)
- 15. Ивайло Шопски (36)
- 16. Александър Тодоров (40)
- 17. Кристияна Брънзалова (25)
- 18. Орлин Горанов (62, поп певец) (специален гост)
- 19. Тихомир Рангелов (32)
- 20. Саня Борисова (36, актриса)
- 21. Иван Милин (30) •(елиминиран след нарушения на правилата)
- 22. Таня Василева (41) •(не взема участие поради здравословни причини)